# جک کرگز
جک کرگز (انگلیسی: Jack Craggs؛ زادهٔ ۱ ژانویهٔ ۱۸۸۰) بازیکن فوتبال اهل بریتانیا است.
از باشگاه‌هایی که در آن بازی کرده‌است می‌توان به باشگاه فوتبال ناتینگهام فارست و باشگاه فوتبال ردینگ اشاره کرد.